# Beast In Black
Beast In Black — фінський павер-метал-гурт, що сформувався у 2015 у Гельсінкі. Гурт заснував Антон Кабанен після свого виходу із музичного колективу Battle Beast.

## Історія
У 2015 році  Антон Кабанен заснував гурт "Beast In Black" після того, як покинув свою колишню групу Battle Beast на початку того ж року.  Як і Battle Beast, назва гурту є даниною японському серіалу манга та аніме "Берсерк".
У 2017 Beast in Black підписали контракт з лейблом Nuclear Blast .  3 листопада 2017 року гурт випустили свій дебютний студійний альбом «Berserker», який отримав дуже позитивний відгук у всьому світі.  Дебютний альбом посів сьоме місце в фінському чарті альбомів. Крім того, альбом Berserker також потрапив до чартів Німеччини, Великої Британії, Швеції, Швейцарії та Франції .
7 лютого 2018 року було оголошено, що Атте Палокангас замінить Самі Хяннінена на посаді постійного барабанщика . До складу гурту увійшли грецький вокаліст Янніс Пападопулос (екс-Wardrum), угорський басист Мате Молнар (Wisdom) і Каспері Хейккінен (колишній гітарист гуртів U.D.O., Amberian Dawn та інших).
21 березня 2018 року було оголошено, що Beast in Black будуть розігрувати концерти Nightwish у європейській частині їхнього турне Decades: World Tour .
Другий альбом «From Hell With Love» вийшов 8 лютого 2019. Після релізу альбому гурт відправився у свій перший хедлайн-тур Європою з фінським індастріал-метал-гуртом Turmion Kätilöt на розігріві .
26 жовтня 2021 року Beast in Black випустили свій третій альбом «Dark Connection». Окрім "Berserk", кілька пісень альбому відсилають до таких науково-фантастичних серіалів, як "Той, що біжить по лезу", "Армітаж III", "Криза жуйки" та "Кібермісто Оедо". Альбом потрапив до чартів Фінляндії, Швеції, Швейцарії, США, Великої Британії, Німеччини та Японії, посівши перше місце у Фінляндії.

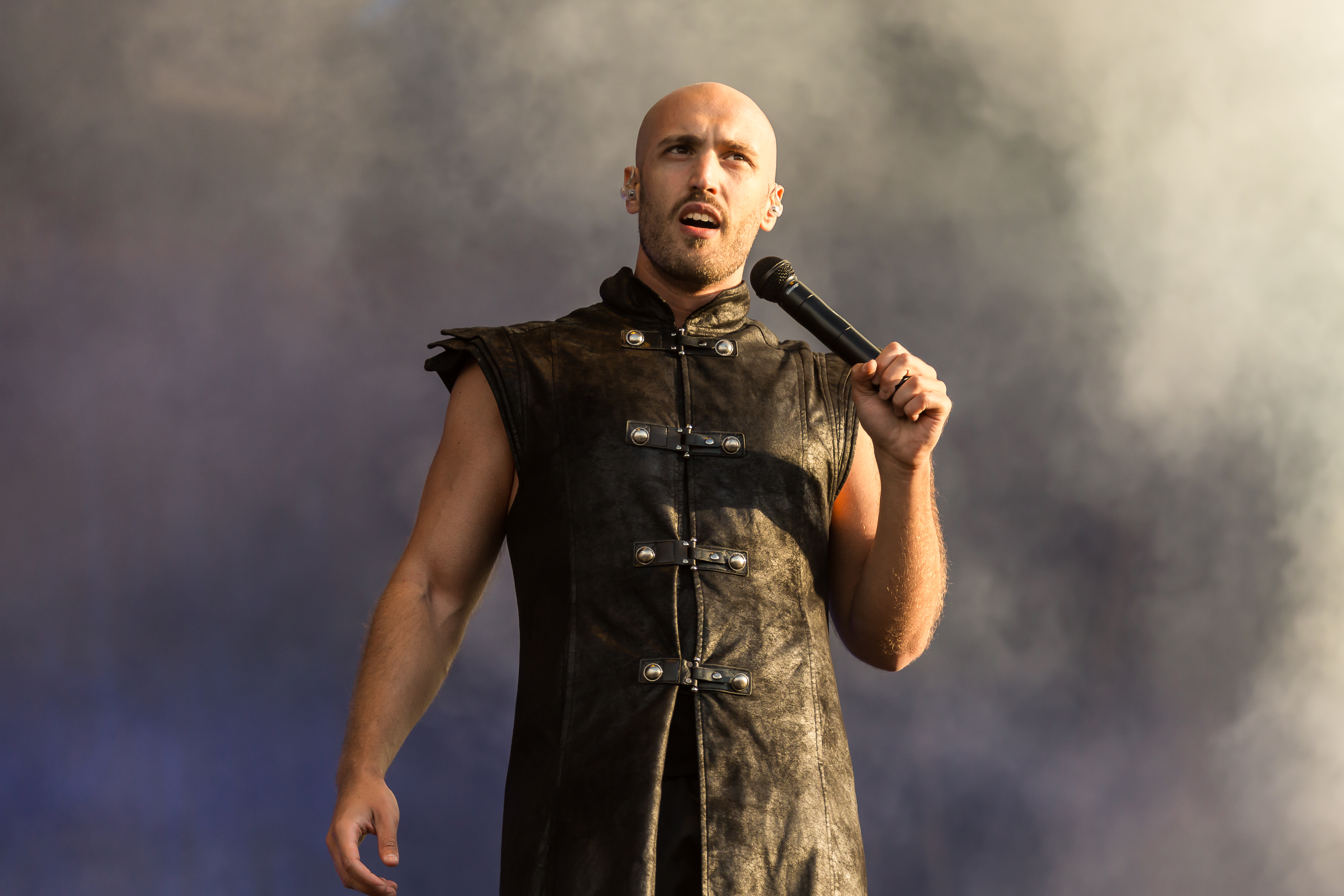
Яніс Пападопулос Rockharz 2022

У 27 червня 2024 року гурт випустив кліп на пісню "Power Of The Beast". Антон Кабанен описує музичні впливи як супер-евробіт.

## Склад
Поточні учасники
- Антон Кабанен — гітари, беквокал (2015–дотепер)
- Яніс Пападопулос — вокал (2015–дотепер)
- Каспері Хейккінен — гітари (2015–дотепер)
- Мате Молнар — бас-гітара (2015–дотепер)
- Атте Палокангас — ударні (2018–дотепер)

Колишні учасники
- Самі Хеннінен — ударні (2015-2018)

Часова лінія

## Дискографія
Альбоми
- Berserker (2017)
- From Hell With Love (2019)
- Dark Connection (2021)

Музичне відео
- Blind And Frozen [Архівовано 1 листопада 2021 у Wayback Machine.] (OFFICIAL MUSIC VIDEO) (2017)
- Beast In Black [Архівовано 1 листопада 2021 у Wayback Machine.] (OFFICIAL LYRIC VIDEO) (2017)
- Born Again [Архівовано 1 листопада 2021 у Wayback Machine.] (OFFICIAL LYRIC VIDEO) (2017)
- Zodd The Immortal [Архівовано 1 листопада 2021 у Wayback Machine.] (OFFICIAL LYRIC VIDEO) (2017)
- Sweet True Lies [Архівовано 1 листопада 2021 у Wayback Machine.] (OFFICIAL MUSIC VIDEO) (2018)
- Die By The Blade [Архівовано 1 листопада 2021 у Wayback Machine.] (OFFICIAL LYRIC VIDEO) (2019)
- From Hell With Love [Архівовано 1 листопада 2021 у Wayback Machine.] (OFFICIAL MUSIC VIDEO) (2019)
- Cry Out For A Hero [Архівовано 1 листопада 2021 у Wayback Machine.] (OFFICIAL MUSIC VIDEO) (2019)
- Moonlight Rendezvous [Архівовано 1 листопада 2021 у Wayback Machine.] (OFFICIAL MUSIC VIDEO) (2021)
- One Night In Tokyo [Архівовано 1 листопада 2021 у Wayback Machine.] (OFFICIAL MUSIC VIDEO) (2021)